# Kiss Land
Kiss Land је дебитантски студијски албум канадског кантаутора Weeknd-а . Објављен је 10. септембра 2013. године кроз издавачке куће XO и Republic Records . Албум је пратио водећи сингл истог имена, као и песме „ Belong to the World “, „Love in the Sky“, „ Live For “, „Pretty“ и „Wanderlust “. Продукцију албума су углавном радили DannyBoyStyles, сам Weeknd и DaHeala, између осталих.
Албум „Kiss Land“ је добио генерално позитивне критике од критичара. Албум је дебитовао на другом месту америчке листе „Billboard 200“, продавши 95.000 примерака у првој недељи. Од августа 2015. године, албум је продат у 273.000 примерака у Сједињеним Државама.

## Историја албума
Дана 17. марта 2013. године, Weeknd је објавио да ће његов дебитантски албум носити назив Kiss Land .  У јулу 2013. године, Амазон је открио да ће албум бити објављен 27. августа 2013. године.  Док дана 22. јула 2013. године објављено је да ће албум бити померен са 27. августа 2013. на 10. септембар 2013. године.   У јулу 2013. године, током интервјуа за Complex, Weeknd је описао албум рекавши:
„Kiss Land“ симболизује живот на турнеји, али то је свет који сам створио у својој глави. Баш као што „House of Balloons“ симболизује Торонто и моја искуства тамо, али то је свет који сам ја створио. Када размишљам о „Kiss Land“, размишљам о застрашујућем месту. То је место на којем никада раније нисам био и које ми је веома непознато. Много тога је инспирисано филмским ствараоцима попут Џона Карпентера, Дејвида Кроненберга и Ридлија Скота, јер они знају како да дочарају страх. То је оно што је „Kiss Land“ за мене, окружење које је једноставно искрен страх. Не знам ко сам тренутно и радим све ове необичне ствари у овим окружењима која ми нису позната. За мене је то најстрашнија ствар икада. Зато, када чујете вриске на плочи и чујете све ове хорор референце и осећате се уплашено, слушајте музику јер желим да осетите оно што ја осећам. „Kiss Land“ је као хорор филм. 
Такође је објаснио други сингл са албума „ Belong to the World “, рекавши: „Belong to the World“ говори о заљубљивању у погрешну особу. Постоје неке песме у којима причам о истој особи, али волим да свака песма буде о неком другом. „Thursday“ је концептуални албум. Каква год да је била та ситуација, цео албум сам провео фокусирајући се на ту ситуацију.“  Такође је објаснио одакле потиче наслов „Kiss Land“, рекавши: „Нисам желео да га назовем „Dark World“ или нешто тако генеричко. Наслов је дошао из разговора који сам случајно чуо и те речи су ми се изразиле. Неко је рекао „Kiss Land“ и помислио сам: „То ће бити наслов мог албума.“ Звучи тако смешно. Када сам објавио [наслов], сви су рекли: „Шта дођавола? Ово ће бити клише. Биће све љубавно.“  21. јула 2013. објављена је омот албума.  1. септембра 2013. године, цео албум је био доступан за стримовање на NPR Music . 

## Промоција

### Синглови
Први сингл „ Kiss Land “ је објављен 17. маја 2013.  25. јуна 2013. објављен је музички спот за песму „Kiss Land“. 
Дана 15. јула 2013. године објављен је музички спот за други сингл „Belong to the World“.  Песма је објављена следећег дана, 16. јула 2013. године. 
Дана 30. јула 2013. године, песма „Love in the Sky“ је дигитално објављена као трећи сингл са албума Kiss Land .  Њено објављивање је пратио кратак видео. 
Дана 20. августа 2013. године, песма „ Live For “, у којој сарађује Дрејк, популарно је емитовала на градским радио станицама  и објављена је заједно са преднаруџбом албума на iTunes продавници .  Дигитално је објављена као четврти сингл са албума Kiss Land три дана касније,  а спот за њу је објављен 11. септембра. 
Спот за песму „Pretty“ премијерно је приказан на Vevo -у 20. септембра 2013. године.  Песма је почела да се промовише као пети сингл са албума 9. октобра 2013. године, тако што је подржана уз разне касноноћне наступе уживо у емисијама као што су „Late Show with David Letterman“ и „Late Night with Jimmy Fallon“ .   
„ Wanderlust “ је објављен као шести сингл у Уједињеном Краљевству 31. марта 2014. 

### Обилазак (турнеја)
Дана 8. јула 2013. године, The Weeknd је најавио северноамеричку концертну турнеју од 29 дана у знак подршке албуму Kiss Land, под називом „Јесења турнеја Kiss Land“.  Турнеја је почела 6. септембра, а завршила се 25. новембра. 